# Pierlucio Tinazzi
Pierlucio Tinazzi, znan tudi, kot Spadino, italijanski reševalec in varnostnik, * 27. december 1962, Italija, † 24. marec 1999, predor pod Mont Blancom.
Tinazzi je bil varnostnik in reševalec v predoru pod Mont Blancom v katerem je bil zadolžen za varnost. Leta 1999 je umrl, ko je v predoru izbruhnil požar, v katerem je umrlo 39 ljudi. 
Tinazzi je bil času izbruha požara na francoski strani predora, kjer si je nadel dihalno opremo in se na svojem motorju BMW K75 odpeljal v predor rešit ujete ljudi. Potem, ko je rešil osem ljudi, je našel nezavestnega voznika tovornjaka, Mauricea Lebrasa in ga poskušal spraviti na svoj motor, vendar sta bila zaradi velike razsežnosti požara prisiljena zbežati v ognjevarno zaklonišče, kjer sta oba zaradi izgube kisika in velike vročine umrla. Tinazzi je bil več kot eno uro v zvezi z zaposlenimi uslužbenci preden je podlegel visoki vročini, zaradi katere se je njegov motor stopil na cestišču. 
Za svoja dejanja je označen za heroja. Pokopan je bil z odlikovanji in je bil nagrajen z italijansko medaljo Medaglia d'Oro al Valore Civile. Na italijanski strani predora so mu v spomin postavili spominsko ploščo. 